# Guillaume des Escotais
Guillaume des Escotais nait vers 1300 à Jublains au château des Escotais (dans l'actuelle Mayenne) et meurt en 1379 à Evron (Mayenne). Il est durant 34 ans le XIXe abbé du monastère bénédictin de Notre Dame à Évron. En raison de l'importance de sa fonction et de celle de sa famille dans la région, il cumule de nombreuses autres distinctions religieuses comme celle de chanoine de Notre Dame de la Couture au Mans. Sa tombe est aujourd'hui encore visible dans la basilique Notre-Dame de l'Epine à Évron.

## Biographie

### Origines familiales
Guillaume des Escotais nait vers 1300 en la seigneurie des Escotais à Jublains en Mayenne (France) qui s'étend d'Aron à Evron. Il est probablement un des fils puisnés de Guillaume des Escotais, seigneur des Escotais et autres lieux. Son arrière-grand-père est probablement Thibault des Escotais qui participe en 1191 à la troisième croisade auprès de Richard Cœur de Lion et dont le blason orne la salle des croisades du château de Versailles,,.
Sa famille a une certaine importance dans la structure féodale de l’époque car elle relève directement de la baronnie de Mayenne à laquelle elle doit « trois fois et hommages pour la haute justice et pour les foires de la Saint-Luc et de la Saint-Laurent ». Bien avant la naissance de Guillaume, sa famille soutenait déjà financièrement depuis près d’un siècle l’abbaye d’Evron qui se trouve au sud de leurs terres. Elle offre notamment successivement quatre rentes annuelles en y fondant des anniversaires (messes perpétuelles), dont l'anniversaire de la famille le 25 mars,.

### Sa vie
Comme de nombreux cadets de famille, Guillaume rentre dans les ordres religieux.
En raison de l’importance de sa famille dans la région, Guillaume est élu en 1335 abbé de l’abbaye d’Evron à la suite de l’abbé Jacob (1332-1335),. Il est le XIXe abbé depuis la restauration du monastère par Robert, vicomte de Blois à la suite de sa destruction par les Normands au IXe siècle.
L'abbaye Notre-Dame d'Évron est une ancienne abbaye bénédictine fondée au VIIe siècle à Évron, dans le département de la Mayenne. Elle est à cette époque un lieu de pèlerinage important et est l’abbaye la plus importante du Bas-Maine avec la fondation de plus de vingt-deux dépendances prieurales.
Durant son temps à la tête de l'abbaye, de nombreux travaux vont être entrepris comme la création du transept actuel et deux travées de la nef se soudant à la nef ancienne. La Chapelle Saint-Crépin est aussi reliée au pourtour du coeur au prix d'efforts architecturaux particuliers. De nombreux vitraux sont aussi réalisés qui en plus des motifs religieux classiques, reprennent aussi la légende du pèlerin et sa relique de "lait de la vierge". C'est aussi à cette époque que la statue reliquaire de lait de la vierge sera recouverte d'argent.

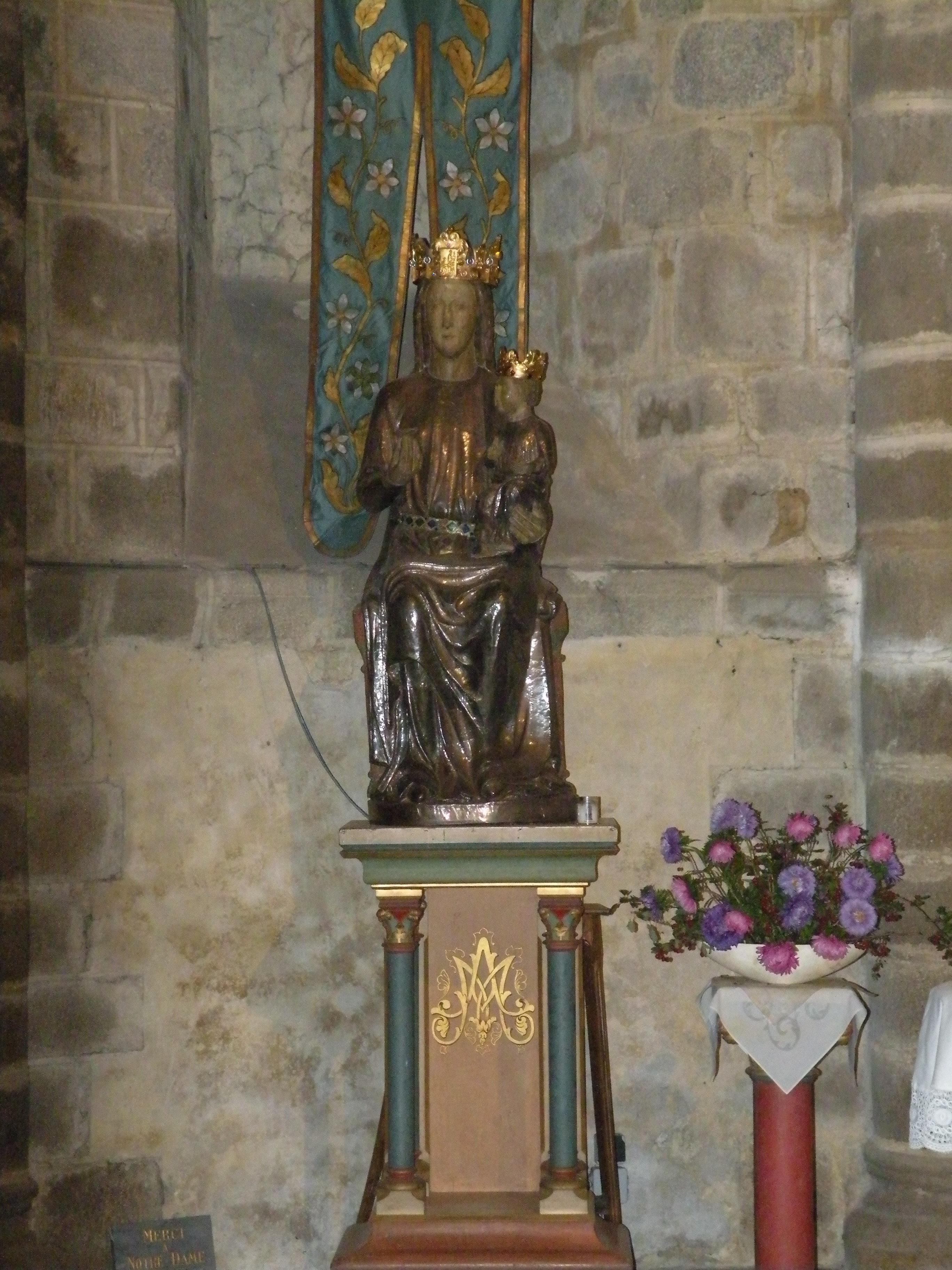
Statue reliquaire
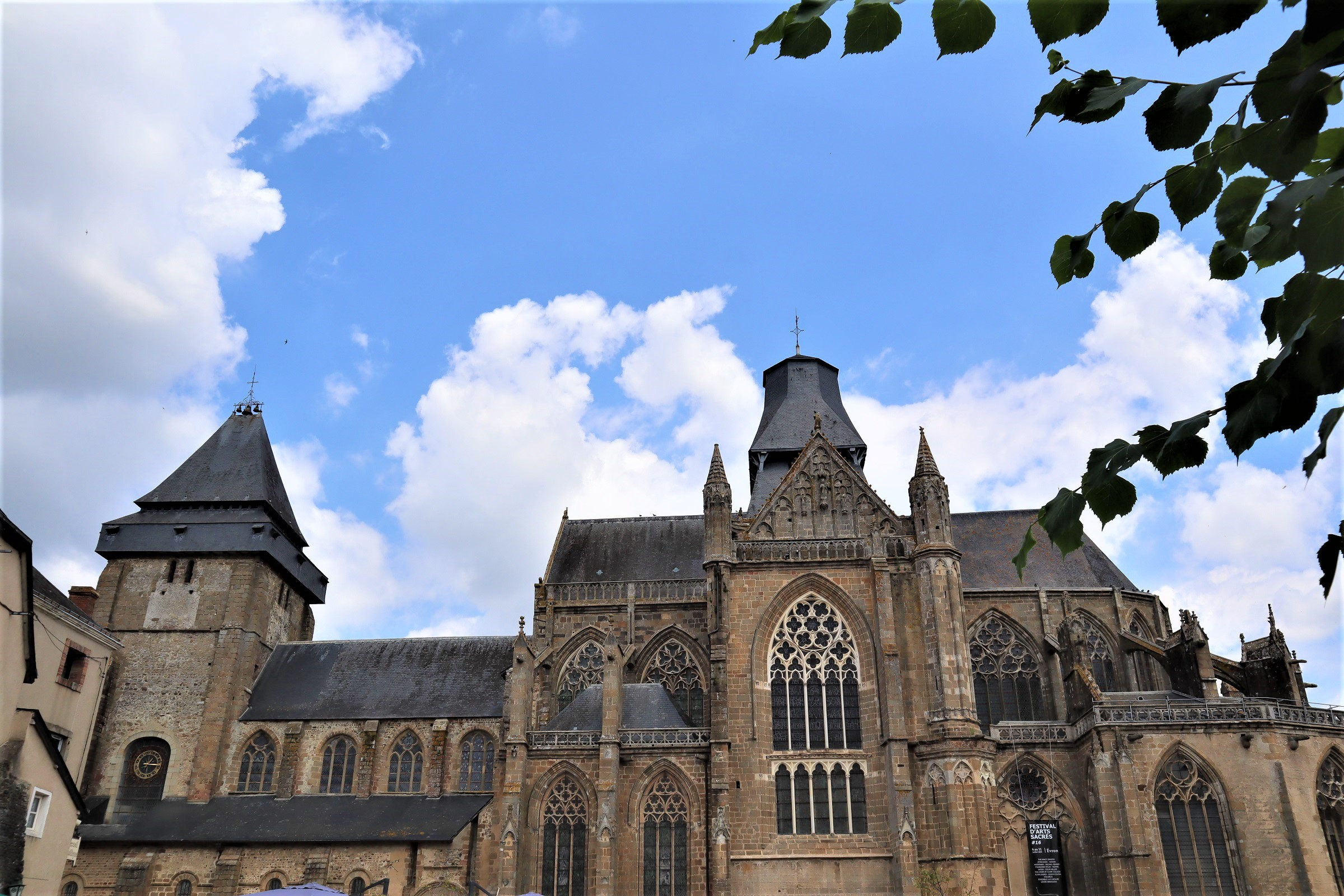
Façade sud de l'abbaye
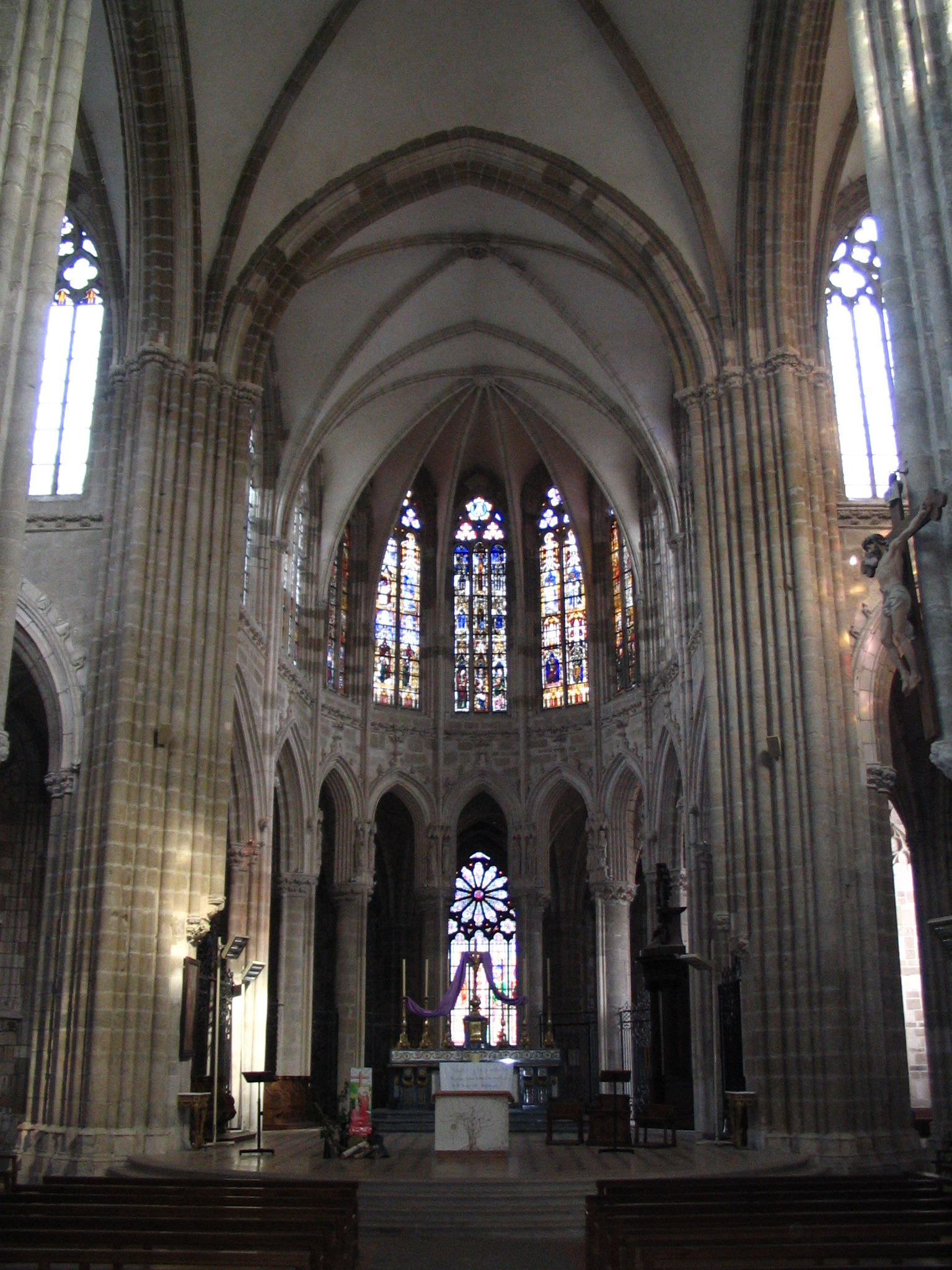
Chœur et transepts

En dehors de son abbaye, Guillaume joue aussi un rôle important dans la structure religieuse du Maine. Il est notamment nommé chanoine du Mans en 1349. Il participe à la fondation de la chapellenie des SS. Sébastien et Thibault, faite à la cathédrale du Mans en 1350. Il est aussi très proche de la paroisse de Jublains où se trouve la seigneurie des Escotais. Il sera notamment exécuteur testamentaire de l’abbé Goyet, curé de Jublains en 1367.
Il meurt en 1379, après 34 années comme abbé d’Evron et est enterré dans la basilique d’Evron. Sa pierre tombale a été déplacée à plusieurs reprises et se trouve maintenant dans la chapelle Saint-Crépin, au pieds de l’hotel. Elle est classée aux monuments historiques en 1910. 

Voici la description de la pierre tombale qui est faite dans la revue historique et archéologique du Maine comme dans l’épigraphie de Mayenne de l’Abbé Angot:
La tombe est ornée d’une longue croix à quatre fleurons dont les branches sont reliées par un quatre-feuilles. La hampe est flanquée d’un écu frustre et d’un écu garni de trois quintefeuilles deux et une. On peut encore y lire ces mots de l’inscription en lettres onciales : CI GIET GUILLAUME DES ESCHOTTEZ
Comme le voulait la tradition, les abbés réguliers d'Evron continuaient à porter les armes de leur famille. Guillaume portait donc d’argent à trois quintefeuilles de gueules qui sont les armes de la famille des Escotais. 

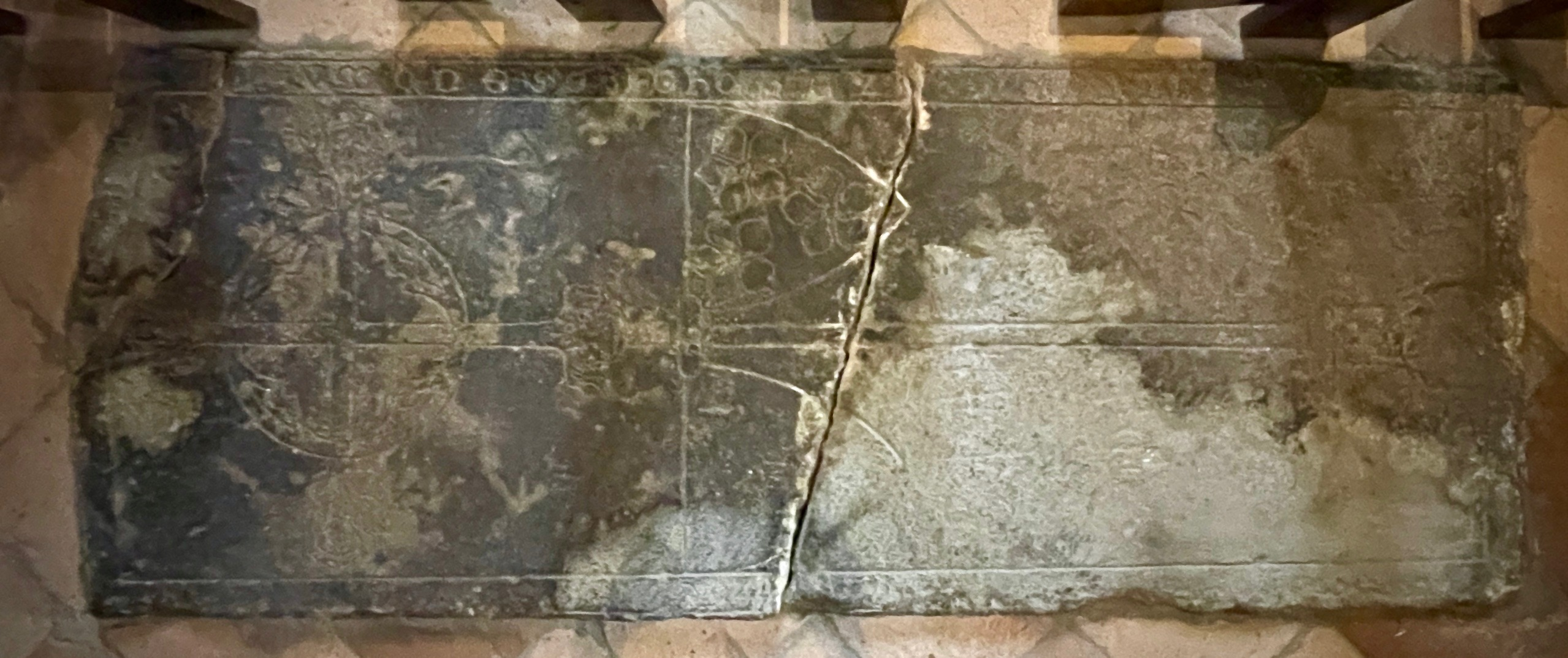
Tombe de Guillaume des Escotais
Armes des Escotais

Alain Duplessis de Châtillon est élu par la communauté pour prendre sa suite.

### Fonds d'archives
- Fonds : Chérin.  Cote : Français 31635 (Chérin 73). Bibliothèque Nationale de France (lire en ligne).
- Fonds : Carrés d'Hozier.  Cote : Français 30466 (Carrés d'Hozier 237). Bibliothèque Nationale de France (lire en ligne).
- Fonds : Cabinet d'Hozier.  Cote : Français 31008 (Cabinet d'Hozier 127). Bibliothèque Nationale de France (lire en ligne).
- Fonds : Nouveau d'Hozier.  Cote : Français 31349 (Nouveau d'Hozier 124). Bibliothèque Nationale de France (lire en ligne).